# Gare d'Angleur
La gare d'Angleur est une gare ferroviaire belge de la ligne 37, de Liège-Guillemins à Hergenrath (frontière), située à Angleur, section de la ville de Liège, capitale économique de la région wallonne et chef-lieu de la province de Liège.
Mise en service en 1854 par l'Administration des chemins de fer de l'État belge, c'est une gare de la Société nationale des chemins de fer belges (SNCB) desservie par des trains InterCity (IC), Suburbains (S), Omnibus (L) et d'Heure de pointe (P).

## Situation ferroviaire
Établie à 66 m d'altitude, la gare de bifurcation d'Angleur est située au point kilométrique (PK) 2,552 de la ligne 37, de Liège-Guillemins à Hergenrath (frontière), entre les gares de Liège-Guillemins et de Chênée, et est l'origine de la ligne 43, de Liège (Angleur) à Marloie avant la gare ouverte de Tilff.

## Histoire

### Origines
La halte d'Angleur aurait été mise en service le 20 janvier 1854 par les Chemins de fer de l'État belge. Toutefois, la loi du 21 mai 1854 mentionne un « station à établir au pont de croisement du chemin de fer de l'Etat et du chemin de fer de Namur à Liège », soit un emplacement différant de celui qui sera finalement choisi et le rapport fait état d'une station qui n'est pas encore en service. Elle accède au statut de gare le 28 août 1867.
La section de Liège à Chênée, prolongeant la section de Malines à Liège de la ligne de l'Est (de Malines à la frontière prussienne) est mise en service le 29 septembre 1842 par l'Administration des chemins de fer de l'État belge. La commune est traversée par le chemin de fer qui comprend deux passages à niveau avec maison de garde-barrière et un viaduc de 17 arcades à proximité du pont sur l'Ourthe tandis que la gare de Chênée se situe sur la rive opposée. Le plan parcellaire de la commune d'Angleur, établi en 1864, ne mentionne pas la halte d'Angleur dont l'emplacement demeure incertain.
Angleur devient une bifurcation le 18 juin 1866 avec la mise en service de la section de Melreux à Angleur de la ligne de l'Ourthe, exploitée jusqu'en 1873 par la Grande compagnie du Luxembourg puis par les Chemins de fer de l'État belge. En 1876-1879, la gare est implantée sur la ligne de l'Ourthe en aval de la bifurcation, à la hauteur du dépôt de locomotives et des Établissements sidérurgiques de la Vieille-Montagne avec des quais desservant la ligne de l'Est. Un nouveau bâtiment de gare est érigé en 1879 à Angleur-Ourthe ; d'une superficie de 141,97 m2.
En 1895, les chemins de fer ont décidé de déplacer la station au lieu-dit la Diguette où se trouve alors le magasin (entrepôt) et de surélever l'assiette des voies de deux mètres afin de supprimer les passages à niveau, créant au passage un pont sur la route dont le tracé a été modifié et construisant deux souterrains. Ce projet sera réalisé dans les années suivantes.
Une carte de 1899 montre que la station a été déplacée au point de convergence des deux lignes ferroviaires avec en bordure de la ligne de l'Ourte une série de bâtiments dont les caractéristiques sont elles-aussi inconnues à ce jour. L'espace entre le dépôt de locomotives et la rue de Chênée est doté[Quand ?] d'une halle à marchandises de plan-type standard État belge.

### La gare de 1905
En 1905, les Chemins de fer de l'État belge bâtissent à cet endroit une nouvelle gare que les habitants surnommeront le « temple chinois ». Implanté à l'angle des voies en remblai avec un accès au niveau de la rue, ce bâtiment de style éclectique se caractérise par un niveau inférieur à la façade revêtue de pierre avec des refends, percée de cinq travées, dont trois grandes portes servant d'entrée pour les voyageurs, ainsi qu'un accès latéral sous le plan incliné en briques. Ce rez-de-chaussée incorpore l'accès principal, le souterrain vers la rue Denis Lecocq, les guichets, le dépôt des vélos ainsi que des locaux de service. Occupé par la salle d'attente, le buffet, et les bureaux, l'étage se trouvant au niveau des quais, se caractérise par une large promenade recouverte d'un auvent supporté par 7 colonnes métalliques qui se prolonge de part et d'autre par la marquise des quais attenants au moyen d'un arrondi. Face à l'esplanade de la gare, cet étage est symétrique, large de 7 travées et la transition avec le auvent est surmontée d'un fronton en pierre où était positionnée l'horloge, en surplomb du nom de la gare. Les façades latérales ont trois grandes ouvertures divisées en trois avec pour chacune une porte et deux fenêtres surmontées de leur vasistas. La façade arrière est entièrement occupée par une vaste verrière arrondie qui couvrait manifestement la cage d'escalier intérieure. Le toit de ce bâtiment non rectangulaire est coiffé par une tour-lanterne ronde percée d'une vingtaine de petites fenêtres à arc en plein cintre avec un second chapiteau au sommet, semblable à celui qui coiffe la verrière. Le quai en « Y » est occupé par deux petits baraquements de service, dont un à l'entresol.
En 1962, une plaque commémorative est apposée sur la façade en souvenir des habitants déportés en Allemagne entre 1942 et 1944 ; ce monument a par la suite été déplacé dans le hall de la gare actuelle.

La gare de 1905
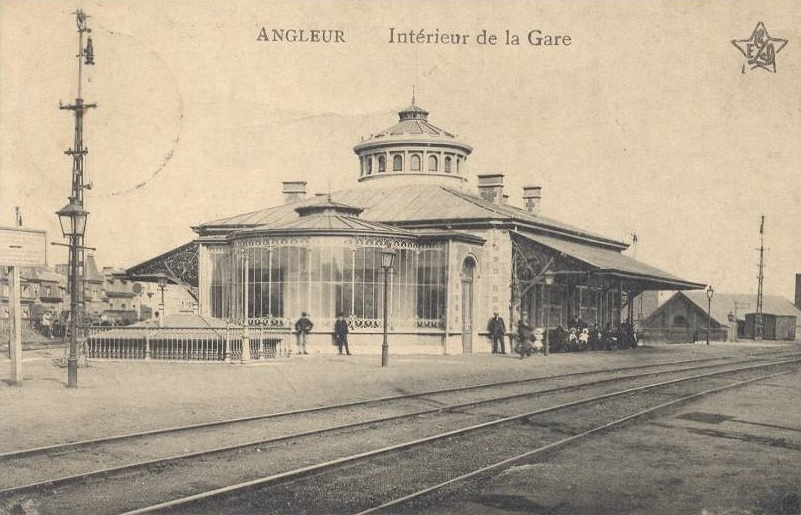
Vue depuis les quais de la ligne de l'Ourthe.
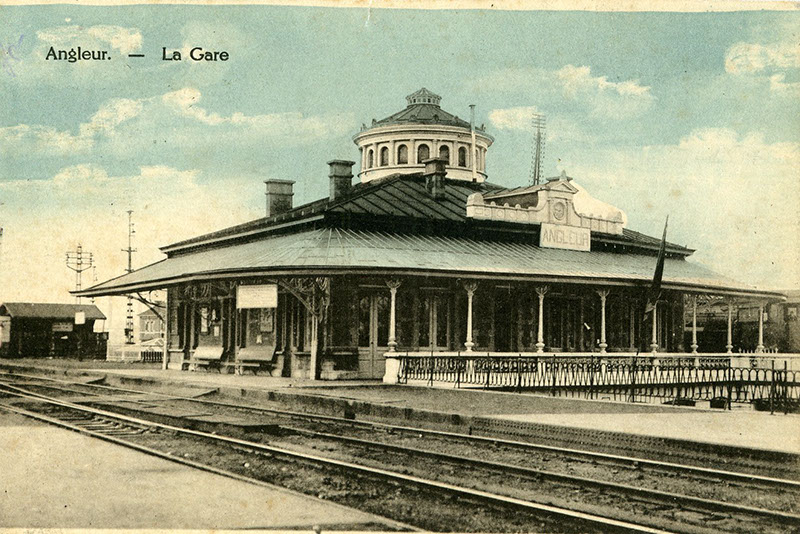
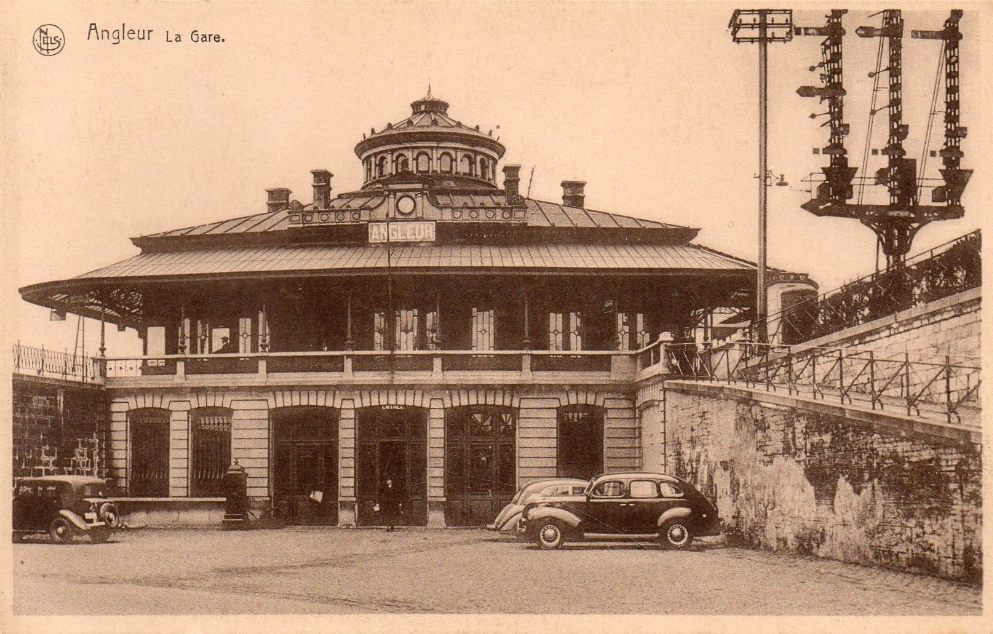
Entrée des voyageurs.

### Emplacement actuel
L'emplacement de la gare d'Angleur à la bifurcation des deux lignes la plaçait quelque peu à l'écart des habitations. Le site de la gare actuelle, en contrebas du remblai, était originellement occupé par le faisceau I dit des Aguesses, un faisceau de 27 voies de garage duquel partent des raccordements industriels, l'un franchissant l'Ourthe en direction de Grivegnée (usine Cockerill) et l'autre aboutissant à l’usine de la Compagnie Générale des Conduites d’Eau à l'endroit dénommé Belle-Île entre l'Ourthe et le canal lequel était également franchi au moyen d'un pont. Les faisceaux II et III, de 6 voies chacun, se trouvent quant à eux de part et d'autre de la ligne 43 et servaient respectivement à la manœuvre des wagons vers le nord et le sud du pays ainsi qu'aux raccordements des entreprises voisines. Fortement sollicitée en raison de la vétusté des installations de Kinkempois héritées du Nord-Belge, la gare servait à former des trains vers le triage de Latour (Virton) avec les wagons venus d'Allemagne via Montzen. Ses installations pouvaient manœuvrer plus de 2000 wagons par jour. Un atelier de réparation des wagons, la cour à marchandises et l'une des cabines de signalisations étaient implantés sur la droite de la ligne, ainsi que l'ancien dépôt de locomotives.
L'électrification de la ligne 37 a pour conséquence le déplacement des installations à la place de l'ancien faisceau des Aguesses mais cette nouvelle gare dotée de trois quais et d'un passage souterrain est alors dépourvue de bâtiment, étant toujours administrée depuis l'ancien d'autant que les trains à destinations des lignes 43 et 42 continuent à s'arrêter aux anciens quais. Cette situation aurait débuté en 1965 et perduré jusqu'en 1972. Le nouveau bâtiment de gare en béton est construit en 1969 ou 1972.
Le bâtiment de 1905 est alors déserté. Encore debout en 1973, bien qu'à l'abandon, il est démoli par la suite. L'un des derniers vestiges de la gare, la rampe d'accès accolée au mur de soutènement, a disparu vers 2010. Le tunnel, muré, de la rue Denis Lecoq ainsi que les culées du pont de la rue de Chênée témoignent de l'ancien emplacement de la gare.
Dotée de six voies à quai lors de son inauguration, la nouvelle gare d'Angleur connaît une rénovation à l'occasion des travaux liés à la création de la ligne à grande vitesse LGV 3 qui se débranche de la ligne 37 à la hauteur de Chênée. Le bâtiment des années 70 n'accueille plus les voyageurs depuis la fermeture du guichet[Quand ?].
Fermé de longue date, l'ancien dépôt de locomotives d'Angleur a été démoli au début des années 2010 et remplacé par le Centre Logistique Infrastructure (CLI) Infrabel d'Angleur.

## Service des voyageurs

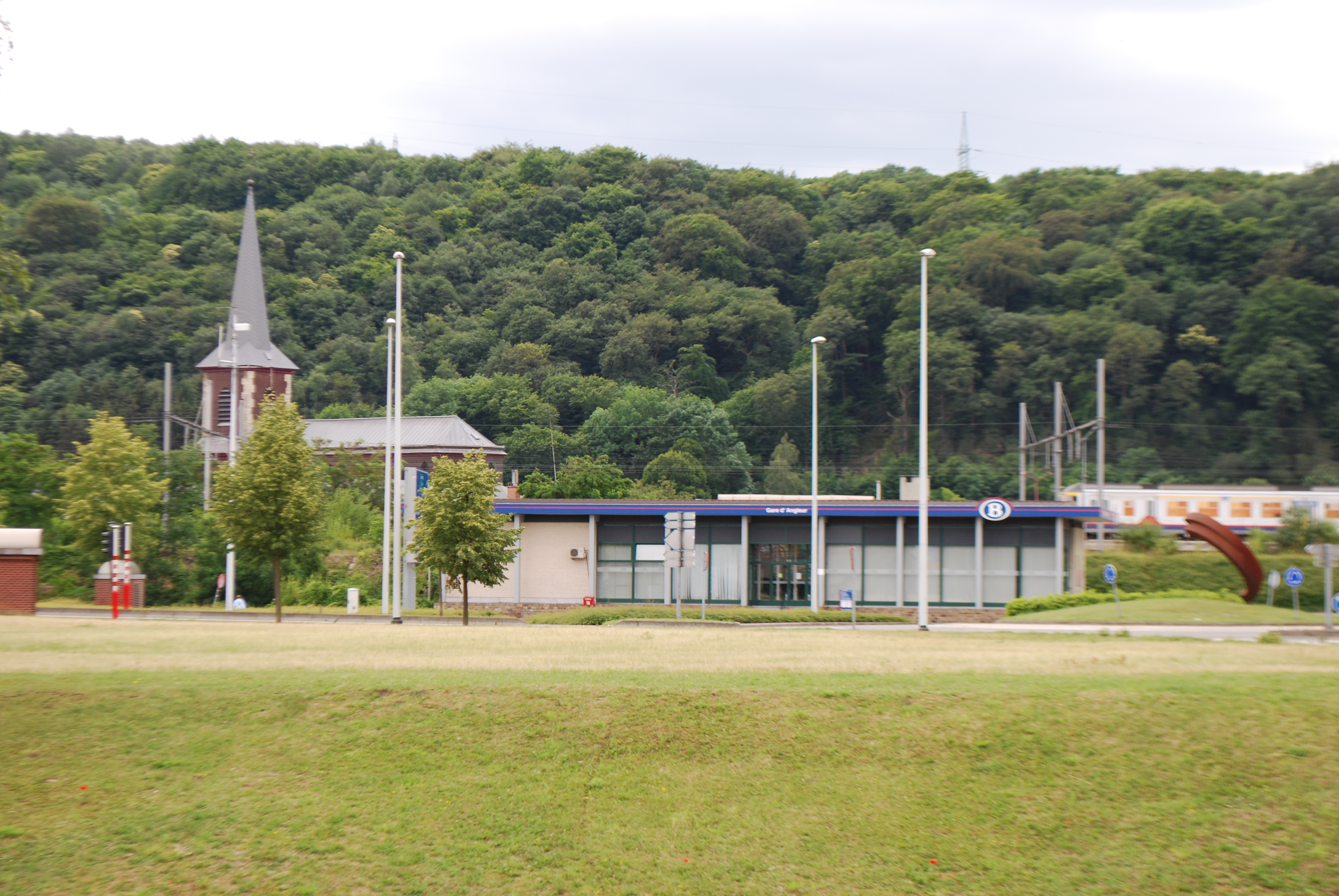
Vue depuis l'autoroute.

### Accueil
Gare SNCB, elle dispose d'un bâtiment voyageurs. Depuis le 28 juin 2013, la gare est devenue un point d'arrêt et le guichet est définitivement fermé. L'achat d'un titre de transport peut s'effectuer via l'automate de vente.

### Dessertes
Angleur est desservie par des trains InterCity (IC), Omnibus (L), Suburbains (S) et d’Heure de pointe (P) de la SNCB.

#### En semaine
La desserte comprend quatre services cadencés à l’heure et des trains P :
- des trains IC-33 entre Liège-Guillemins et Luxembourg ;
- des trains IC-12 entre Courtrai et Welkenraedt ;
- des trains S41 entre Liège-Saint-Lambert et Verviers-Central ;
- des trains L entre Liers et Marloie (certains sont prolongés vers Rochefort-Jemelle, et un parcours en direction de Liers à pour origine Libramont) ;
- un train P entre Verviers-Central et Liège-Guillemins, le matin, retour l’après-midi ;
- des trains L entre Verviers-Central et Liège-Saint-Lambert (deux le matin ; trois dans le sens opposé l’après-midi) ;
- deux trains P reliant Gouvy à Liège-Guillemins, le matin et un train P reliant Liège-Guillemins à Gouvy l’après-midi ;
- un train P de Rochefort-Jemelle à Liège-Saint-Lambert, le matin, retour l’après-midi ;
- un train P reliant Liège-Guillemins à Marloie, le matin, et un autre limité à Bomal, le mercredi midi.

#### Week-ends et jours fériés
Les week-ends et jours fériés, elle est constituée des trains suivants :
- IC-33 Liers - Luxembourg (toutes les deux heures) ;
- S41 Herstal - Verviers-Central (toutes les heures) ;
- L entre Liers et Marloie ou Rochefort-Jemelle (toutes les deux heures) ;
- ICT (touristique) entre Liers et Rochefort-Jemelle (le matin durant les vacances d'été).

### Intermodalité
Un parc pour les vélos et un parking pour les véhicules y sont aménagés. Elle est desservie par des bus de l'Opérateur de transport de Wallonie (TEC), au nord de la gare : ligne 26 (variante "Belle-Île" du lundi au samedi ou variante "Gare d'Angleur" le dimanche) et au sud-est de la gare : variante "Streupas" de la ligne 26 et ligne 377 (Place Andréa Jadoulle).

## Comptage voyageurs
Ce graphique et tableau montre le nombre de voyageurs embarquant en moyenne durant la semaine, le samedi et le dimanche.
| Nombre de passagers qui embarquent à la gare d`Angleur | Nombre de passagers qui embarquent à la gare d`Angleur | Nombre de passagers qui embarquent à la gare d`Angleur | Nombre de passagers qui embarquent à la gare d`Angleur |
|                                                        | Semaine                                                | Samedi                                                 | Dimanche                                               |
| ------------------------------------------------------ | ------------------------------------------------------ | ------------------------------------------------------ | ------------------------------------------------------ |
| 1977                                                   | 739                                                    | 198                                                    | 152                                                    |
| 1978                                                   | 671                                                    | 263                                                    | 220                                                    |
| 1979                                                   | 664                                                    | 204                                                    | 176                                                    |
| 1980                                                   | 660                                                    | 210                                                    | 208                                                    |
| 1981                                                   | 780                                                    | 222                                                    | 145                                                    |
| 1982                                                   | 718                                                    | 261                                                    | 191                                                    |
| 1983                                                   | 650                                                    | 184                                                    | 143                                                    |
| 1984                                                   | 491                                                    | 125                                                    | 93                                                     |
| 1985                                                   | 452                                                    | 101                                                    | 103                                                    |
| 1986                                                   | 486                                                    | 94                                                     | 68                                                     |
| 1987                                                   | 454                                                    | 118                                                    | 154                                                    |
| 1988                                                   | 460                                                    | 106                                                    | 74                                                     |
| 1989                                                   | 491                                                    | 128                                                    | 126                                                    |
| 1990                                                   | 370                                                    | 89                                                     | 67                                                     |
| 1991                                                   | 441                                                    | 106                                                    | 88                                                     |
| 1992                                                   | 405                                                    | 85                                                     | 89                                                     |
| 1993                                                   | 464                                                    | 73                                                     | 70                                                     |
| 1994                                                   | 385                                                    | 80                                                     | 36                                                     |
| 1995                                                   | 431                                                    | 110                                                    | 60                                                     |
| 1996                                                   | 482                                                    | 118                                                    | 67                                                     |
| 1997                                                   | 477                                                    | 101                                                    | 101                                                    |
| 1998                                                   | 659                                                    | 110                                                    | 72                                                     |
| 1999                                                   | 473                                                    | 98                                                     | 58                                                     |
| 2000                                                   | 730                                                    | 198                                                    | 117                                                    |
| 2001                                                   | 468                                                    | 96                                                     | 60                                                     |
| 2002                                                   | 474                                                    | 94                                                     | 60                                                     |
| 2003                                                   | 497                                                    | 100                                                    | 90                                                     |
| 2004                                                   | 463                                                    | 150                                                    | 119                                                    |
| 2005                                                   | 525                                                    | 140                                                    | 92                                                     |
| 2006                                                   | 553                                                    | 116                                                    | 72                                                     |
| 2007                                                   | 477                                                    | 156                                                    | 94                                                     |
| 2008                                                   | -                                                      | -                                                      | -                                                      |
| 2009                                                   | 558                                                    | 160                                                    | 93                                                     |
| 2010                                                   | -                                                      | -                                                      | -                                                      |
| 2011                                                   | -                                                      | -                                                      | -                                                      |
| 2012                                                   | 480                                                    | 121                                                    | 112                                                    |
| 2013                                                   | 486                                                    | 102                                                    | 76                                                     |
| 2014                                                   | 538                                                    | 158                                                    | 125                                                    |
| 2015                                                   | 676                                                    | 179                                                    | 83                                                     |
| 2016                                                   | 787                                                    | 206                                                    | 154                                                    |
| 2017                                                   | 635                                                    | 112                                                    | 104                                                    |
| 2018                                                   | 642                                                    | 100                                                    | 91                                                     |
| 2019                                                   | 565                                                    | 147                                                    | 126                                                    |
| 2020                                                   | 448                                                    | 87                                                     | 129                                                    |
| 2021                                                   | -                                                      | -                                                      | -                                                      |
| 2022                                                   | 899                                                    | 209                                                    | 200                                                    |
| 2023                                                   | 878                                                    | 163                                                    | 181                                                    |
| 2024                                                   | 1 051                                                  | 290                                                    | 227                                                    |